# Долгорепицы
Долгоре́пицы — деревня в Ершовской волости Псковского района Псковской области России.
Расположена в 10 км к северу от Пскова и в 5 км к юго-востоку от волостного центра Ершово на Ваулинской дороге.

## Население
| 2001 | 2002 | 2010 |
| ---- | ---- | ---- |
| 109  | ↘100 | ↘93  |